# TV Patriot
TV Patriot — словацкий информационный телеканал.

## История
Основан в начале 2006 года после упразднения Жилинского телевидения. Стал первым спутниковым региональным телеканалом Словакии, который вещал при помощи спутника Thor. С 2011 года дополнительно вещал на спутнике Astra, откуда вещание полностью стало осуществляться с мая 2012 года.
Вещание де-факто прекратилось 1 августа 2012 формально по техническим причинам. 2 августа был разорван контракт с компанией Towercom, которая обвинила телеканал в невыполнении условий договора. 20 августа оператор выставил ультиматум телеканалу до 1 сентября, который остался без ответа. 1 сентября 2012 вещание прекратилось окончательно.